# Foundation (album de M.O.P.)
Pour les articles homonymes, voir Foundation.
Albums de M.O.P.
Ghetto Warfare
(2006) Sparta
(2011)
Foundation est le cinquième album studio de M.O.P., sorti le 15 septembre 2009. 

## Liste des titres
| No  | Titre                             | Contient un (des) sample(s) de                                                           | Durée |
| --- | --------------------------------- | ---------------------------------------------------------------------------------------- | ----- |
| 1.  | I'm a Brownsvillian               |                                                                                          | 3:47  |
| 2.  | Blow the Horns                    | Farandole (L'Arlesienne Suite #2) de Bob James                                           | 3:00  |
| 3.  | What I Wanna Be (featuring Rell)  | Friend to Friend de Diana Ross                                                           | 3:18  |
| 4.  | Foundation                        |                                                                                          | 3:26  |
| 5.  | Stop Pushin'                      | The World Is a Ghetto de War                                                             | 3:04  |
| 6.  | Crazy (featuring Termanology)     | Twilight des Brecker Brothers                                                            | 4:44  |
| 7.  | Street Life (featuring Demarco)   |                                                                                          | 3:44  |
| 8.  | Forever & Always                  | Whatever You Like de T.I.                                                                | 4:01  |
| 9.  | Rude Bastard                      | Remove This Doubt des Supremes Brooklyn's Finest de Jay-Z featuring The Notorious B.I.G. | 3:44  |
| 10. | Brooklyn                          |                                                                                          | 5:06  |
| 11. | Bang Time (featuring Styles P)    | Ante Up (Robbing-Hoodz Theory) de M.O.P.                                                 | 4:13  |
| 12. | Sharks in the Water               |                                                                                          | 3:51  |
| 13. | Riding Through (featuring Redman) |                                                                                          | 5:15  |
| 14. | Salute A G                        |                                                                                          | 3:29  |